# Guanina
La guanina es una base nitrogenada púrica, una de las cinco bases nitrogenadas que forman parte de los ácidos nucleicos (ADN y ARN) y en el código genético se representa con la letra G. Las otras cuatro bases son la adenina, la citosina, la timina y el uracilo. Forma los nucleósidos guanosina (Guo) y desoxiguanosina (dGuo) y los nucleótidos guanilato (GMP) y desoxiguanilato (dGMP). La guanina siempre se empareja en el ADN con la citosina mediante tres puentes de hidrógeno. Además es una de las bases más importantes de los ácidos nucleicos.
Esta sustancia está presente en los excrementos de los ácaros, que es un alérgeno causante de  enfermedades como la rinitis y faringitis.
La guanina fue aislada por primera vez en 1844 a partir de los excrementos de aves marinas, conocidos como guano, que se usaban como fuente de fertilizante. Entre 1882 y 1906, Emil Fischer determinó su estructura y también mostró que el ácido úrico se puede convertir en guanina.